# 挪威鎮區 (愛荷華州洪堡縣)
挪威鎮區（英語：Norway Township）是位於美國愛荷華州洪堡縣的一個行政鎮區。

## 地方資料
根據2010年美國人口普查的數據，挪威鎮區的面積為94.00平方千米，當中陸地面積為94.00平方千米，而水域面積為0.00平方千米。當地共有人口410人，而人口密度為每平方千米4.36人。